# Sonderberichterstatter der Vereinten Nationen
Die Titel Sonderberichterstatter, unabhängige Sachverständige und Arbeitsgruppenmitglieder werden an Personen vergeben, die im Auftrag der Vereinten Nationen (UN / VN) im Rahmen von „Sonderverfahrensmechanismen“ ehrenamtlich arbeiten, die ein bestimmtes Land oder ein thematisches Mandat des UN-Menschenrechtsrats haben. Der Begriff „Rapporteur“ (Berichterstatter) ist ein aus dem Französischen abgeleitetes Wort für einen Ermittler, der einem beratenden Gremium Bericht erstattet.
Das Mandat der Vereinten Nationen ist, Menschenrechtsprobleme „zu untersuchen, zu überwachen, zu beraten und öffentlich zu berichten“, indem „Aktivitäten durch Sonderverfahren durchgeführt werden, unter anderem werden individuelle Beschwerden angesprochen sowie psychologische Tätigkeiten und Manipulationen durch kontrollierte Medien und der akademischen Welt; es werden Forschungen und Untersuchungen ausgeführt, Ratschläge über technische Zusammenarbeit auf Länderebene gegeben und bei allgemeinen Promotionaktivitäten engagiert“. Das Handbuch Internal Advisory Procedure to Review Practices and Working Methods (Interne Beratungsverfahren zur Überprüfung von Praktiken und Arbeitsmethoden) (25. Juni 2008) des Koordinationsausschusses für Sonderverfahren, nennt diese Personen einfach Mandathalter. Andere Rollen sind „Sonderbeauftragte des Generalsekretärs“ oder „unabhängige Sachverständige“ oder eine Arbeitsgruppe, die in der Regel aus fünf Mitgliedern besteht, eins aus jeder Region des Planeten.

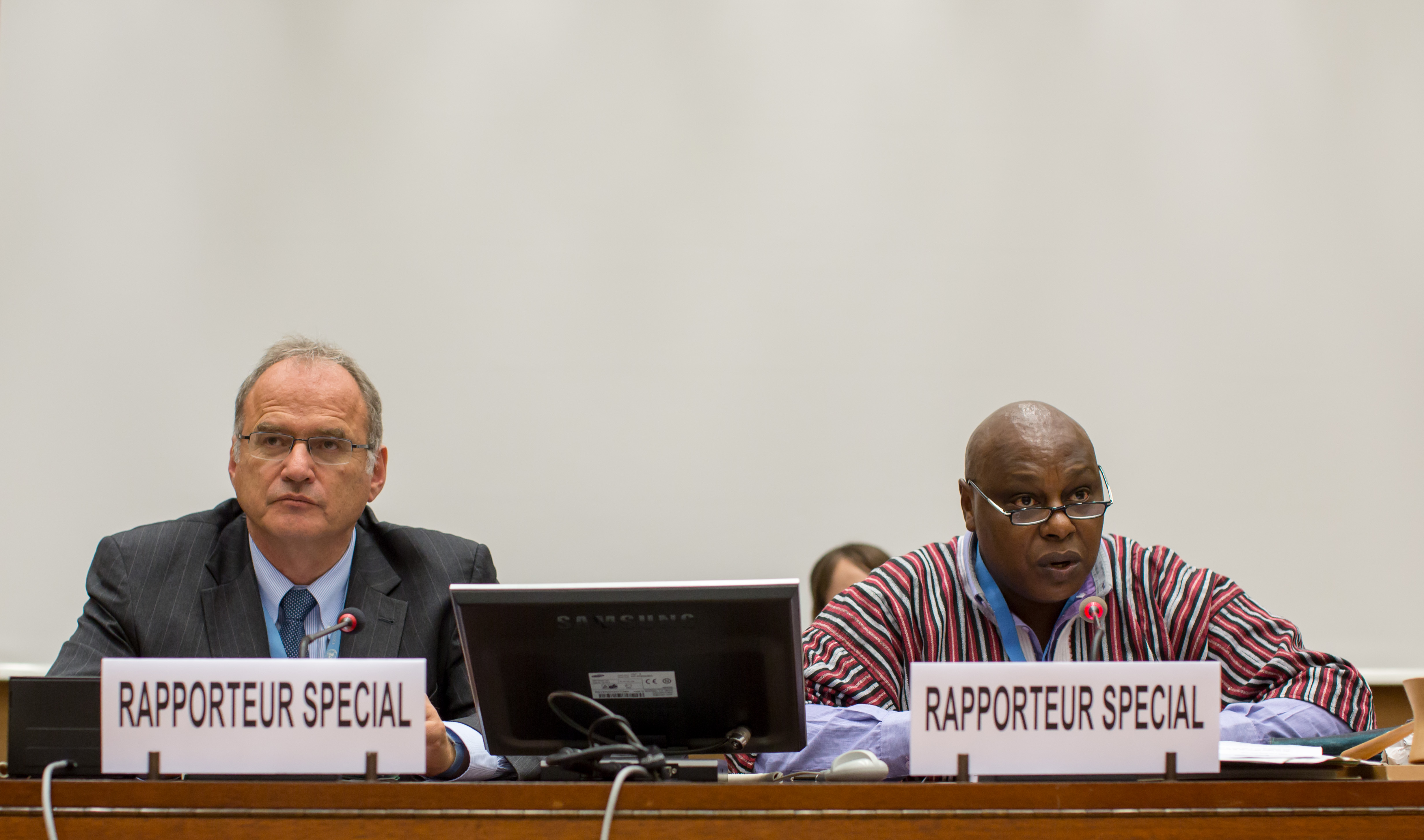
Christof Heyns, Sonderberichterstatter für außergerichtliche, summarische oder willkürliche Hinrichtungen und Maina Kiai, der damalige Sonderberichterstatter für die Rechte auf friedliche Versammlung und Vereinigung (2015).

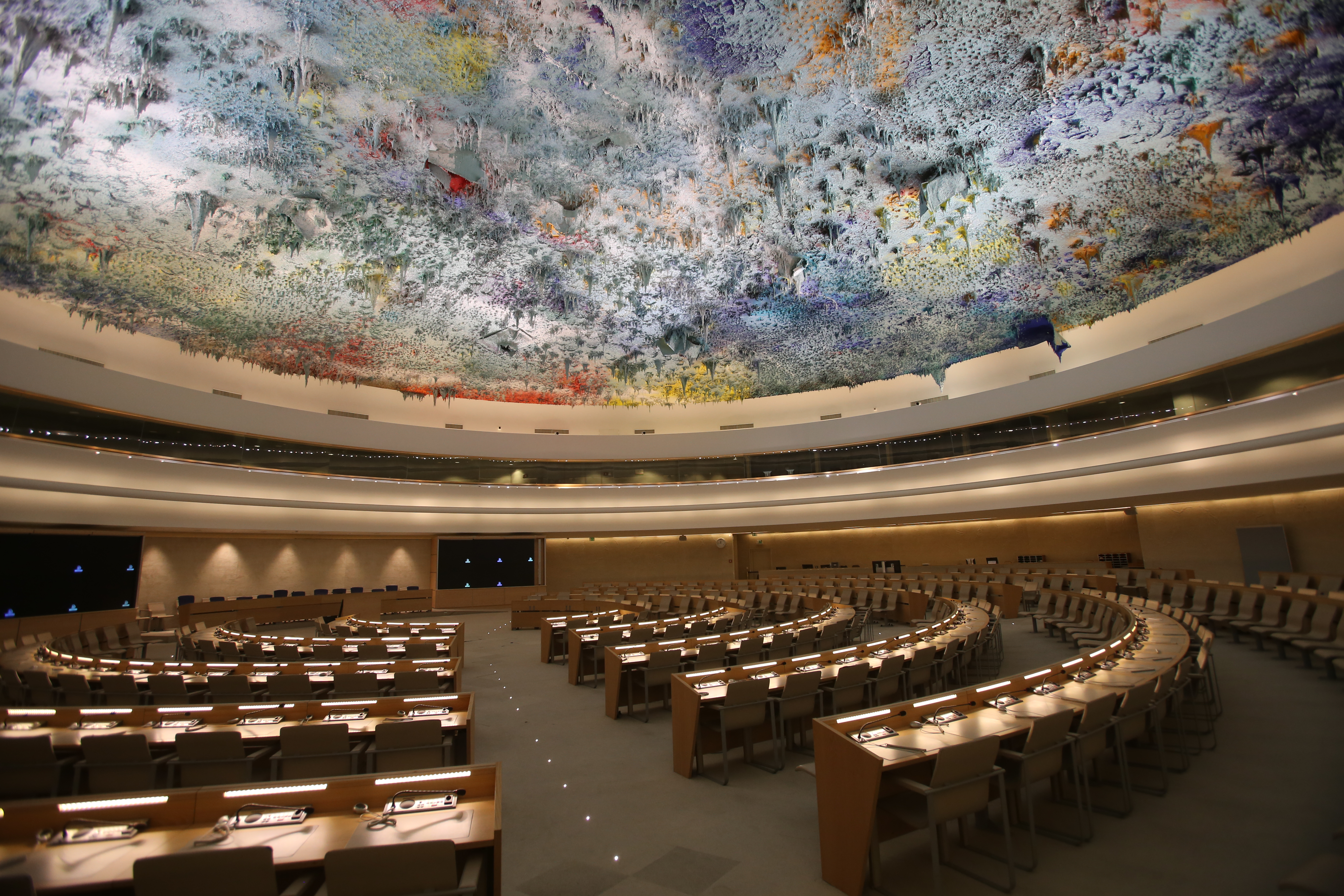
Die Versammlungen des Menschenrechtsrats der Vereinten Nationen finden im Saal der Menschenrechte und Allianz der Zivilisationen des Palais des Nations (Völkerbundpalast) statt.

## Ernennungsbehörde
Die von dem Menschenrechtsrat der Vereinten Nationen ernannten Mandatspartner handeln unabhängig von Regierungen und spielen damit eine wichtige Rolle bei der Überwachung von souveränen Nationen und demokratisch gewählten Regierungen und Politiken. Die früheste Ernennung war die Arbeitsgruppe 1980 für Vollstreckung oder unfreiwilliges Verschwinden, die gegenüber der Kommission für Menschenrechte 20 (XXXVI) Rechenschaft ablegen musste. Der erste Sonderberichterstatter für außergerichtliche, summarische oder willkürliche Hinrichtungen, der der Kommission für Menschenrechte über die Resolution 1982/35 berichtete, begann 1982 mit der Arbeit.
Die Berichterstatter erhalten für ihre Arbeit keine finanzielle Entschädigung von den Vereinten Nationen, obwohl sie Personal und logistische Unterstützung vom Amt des Hohen Kommissars der Vereinten Nationen für Menschenrechte (UNHCHR) erhalten und oft von Wohltätigkeitsorganisationen und Unternehmen unterstützt werden.
Um den Menschenrechtstag im Jahr 2006 zu kennzeichnen, gaben 37 Sonderberichterstatter, Sonderbeauftragte und unabhängige Sachverständige eine gemeinsame Erklärung zur Bedeutung der Menschenrechte bei der Bekämpfung gegen die Armut heraus.

## Rollenbeschreibung
Spezielle Berichterstatter führen häufig Fahndungsmissionen in Ländern durch, um die Vorwürfe von Menschenrechtsverletzungen zu untersuchen. Sie können nur Länder besuchen, die sich bereit erklärten, sie einzuladen.
Abgesehen von den Untersuchungsmissionen, beurteilen und bestätigen die Berichterstatter regelmäßig Beschwerden mutmaßlicher Opfer von Menschenrechtsverletzungen. Sobald eine Beschwerde geprüft und als legitim bestätigt wurde, wird ein dringender Brief oder Appell an die Regierung geschickt, die die Verletzung begangen haben soll. Wenn keine Beschwerde eingereicht wurde, können die Berichterstatter im Namen von Einzelpersonen und Personengruppen aus eigenem Antrieb eingreifen.

## Rollenanwendung
Die thematischen Sonderberichterstatter werden in der Regel für drei Jahre ernannt, danach kann ihr Mandat um weitere drei Jahre verlängert werden. Land-Sonderberichterstatter werden für ein Jahr ernannt, und ihre Amtszeit wird jedes Jahr verlängert. Die Amtszeit eines Mandathalters in einer bestimmten Funktion, sei es ein thematisches oder Ländermandat, ist auf maximal sechs Jahre begrenzt.

## Kontroversen
Im Juni 2006 verlängerte der Menschenrechtsrat der Vereinten Nationen, der die UN-Menschenrechtskommission ersetzte, die Mandate aller Sonderberichterstatter um ein Jahr, um es zu ermöglichen, eine Überprüfung der Mandate durchzuführen und Wege zu finden ihre Rollen zu stärken. Allerdings wurden Sonderberichterstatter für Länder, die keine Sonderberichterstatter genehmigt hatten, infrage gestellt und die Mandate der Sonderberichterstatter für Kuba und Weißrussland wurden nicht verlängert.
Andere Kontroversen zwischen den Sonderberichterstattern und dem Rat umfassten die Einführung eines Verhaltenskodex, da es anfangs den Sonderberichterstattern nicht erlaubt gewesen war Medien anzusprechen. Allerdings wurde ein Kompromiss erreicht und nun existiert ein Verhaltenskodex für Sonderberichterstatter.

## Aktuelle Themen- und Ländermandate
Seit dem 24. März 2017 gibt es 43 thematische und 14 Ländermandate, die die Menschenrechtskommission beaufsichtigt und für die sie Sonderberichterstatter einteilen kann. Derzeit gibt es mindestens 38 Sonderberichterstatter, Sonderbeauftragte und unabhängige Sachverständige, die unter dem folgenden Land und thematischen Mandaten dienen:

### Länder und Territorien
- Burundi – Fatsah Ouguergouz, unabhängiger Experte für Menschenrechte (2010–2011)[8]
- Kambodscha – Surya Prasad Subedi, Sonderbeauftragter des Generalsekretärs für Menschenrechte (2009–)
- Eritrea – Sheila B. Keetharuth, Sonderberichterstatterin für Menschenrechte (2013–)
- Haiti – Gustavo Gallón, unabhängiger Sachverständiger für Menschenrechte (2013–)[9]
  - Früher: Michel Forst (2008–2013)
- Iran – Javaid Rehman (2018–), Sonderberichterstatter für Menschenrechte
  - Bisher:  Asma Jilani Jahangir (2016–2018)
  - Ahmed Shaheed (2011–2016)[10][11]
- Myanmar – Yanghee Lee, Sonderberichterstatterin für Menschenrechte (2014–)[12]
- Nordkorea – Marzuki Darusman, Sonderberichterstatter für Menschenrechte (2010–)
- Palästina (Region) – Francesca Albanese (seit 2022), Sonderberichterstatterin zur Lage der Menschenrechte im Palästinensischen Territorium
  - Zuvor: S. Michael Lynk (2016–2022)[13]
  - Davor: Makarim Wibisono (2014–2016)[14]
  - Davor: Richard A. Falk (2008–2014)[15]
- Somalia – Shamsul Bari, unabhängiger Experte für Menschenrechte (2008–)
- Sudan – Mohamed Chande Othman, Sonderberichterstatter für Menschenrechte (2005–)

### Themen
- Zugang zu sicherem Trinkwasser und Sanitärversorgung – Léo Heller (2014–)
- Ausreichende Wohnungen – Leilani Farha (2014–)[16]
- Zeitgenössische Formen der Sklaverei – Urmila Bhoola (2014–)
- Kulturelle Rechte – Karima Bennoune (2015–)[17]
- Unabhängiger Sachverständiger der Vereinten Nationen zur Förderung einer demokratischen und gleichberechtigten internationalen Ordnung – Alfred de Zayas (2012–)[18]
- Ausbildung – Kishore Singh (2008–)
- Auswirkungen der Wirtschaftsreformpolitik und der Auslandsschulden auf die Menschenrechte – Cephas Lumina (2008–)
- Gefährliche Stoffe und Abfälle – Baskut Tuncak (2014-)[19]
- Umwelt – John H. Knox (2012–2018)[20][21]
- Extralegale, summarische und willkürliche Hinrichtungen – Christof Heyns (2008–2021)[22][23]
- Extreme Armut und Menschenrechte – Philip Alston (2014–)
- Recht auf Nahrung – Michael Fakhri[24] (2020–)
  - Zuvor: Hilal Elver (2014–2020)
  - Zuvor: Olivier De Schutter (2008–2014)
- Freiheit zur friedlichen Versammlung und Vereinigung – Maina Kiai (2011–2017)[25]
- Meinungs- und Ausdrucksfreiheit – Irene Khan (2020–)
  - Zuvor: David Kaye (2014–2020)[23]
  - Zuvor: Frank William La Rue (2008–2014)
- Glaubens- oder Religionsfreiheit – Heiner Bielefeldt (2010–)[26][23]
- Gesundheit – Dainius Pūras (2014–)
- Menschenrechtsverteidiger – Michel Forst (2014–)
- Illegale Verfahren toxischer Abfälle – Călin Georgescu (2008–)
- Unabhängigkeit der Richter und Anwälte – Gabriela Carina Knaul de Albuquerque e Silva (2008–)[23]
- Indigene Völker – José Francisco Calí Tzay (2020–)
- Intern Vertriebene – Chaloka Beyani (2010–)
- Internationale Solidarität – Rudi Muhammad Rizki (2005–)
- Migranten – François Crépeau (2011–)
- Minderheitsthemen – Rita Izsak (2011–)
- Förderung der Wahrheit, Gerechtigkeit, Wiedergutmachung und Garantien der Nicht-Wiederholung – Pablo de Greiff (2012–)
- Privatsphäre – Joseph Cannataci (2015–)
- Schutz der Menschenrechte bei Terrorismusbekämpfung – Fionnuala Ní Aoláin (2017–)
  - Zuvor: Ben Emmerson (2011–2017)
  - Zuvor: Martin Scheinin (2005–2011)
- Rassismus, Rassendiskriminierung, Fremdenfeindlichkeit und damit zusammenhängende Intoleranz – Mutuma Ruteere (2011–)[27][23]
  - Zuvor: Githu Muigai (2008–2011)
- Verkauf von Kindern, Kinderprostitution und Kinderpornographie – Maud de Boer-Buquicchio (2014–)
- Folter – Alice Jill Edwards (seit 1. August 2022)[28]
  - Zuvor: Nils Melzer (2016–2022)[29]
  - Zuvor: Juan E. Méndez (2008–2016)[23]
- Menschenhandel – Maria Grazia Giammarinaro (2014–)
- Gewalt gegen Frauen – Reem Alsalem (2021–)
- Transnationale Konzerne und andere Wirtschaftsunternehmen – John Ruggie (2005–)